# Rochdale Canal
Pour les articles homonymes, voir Rochdale (homonymie).
Le Rochdale canal est un canal d'Angleterre, qui tire son nom d'une ville de la banlieue de Manchester. D'une longueur de 51 km, il reliait les nombreuses usines de coton de la ville ainsi que le Canal de Bridgewater et le Sowerby Bridge, dans l'ouest du Yorkshire.

## Histoire
L'idée du canal était de doubler le Canal Leeds-Liverpool, mis en projet dix ans plus tôt, par un parcours plus court, même s'il nécessitait plus de travaux et le recours à un long tunnel. En 1776, un groupe de 48 personnes de Rochdale mettent en commun 237 livres et confient une mission James Brindley pour étudier les tracés possibles entre le Sowerby Bridge et Manchester. Après s'être heurté à l'opposition des propriétaires de moulins sur le cours de la rivière, le canal est finalement achevé en 1794 et relie toutes les manufactures.